# Sanne Ledermann
Susanne „Sanne“ Ledermann (* 7. Oktober 1928 in Berlin; † 19. November 1943 im KZ Auschwitz-Birkenau) war ein deutsch-jüdisches Mädchen, das im Konzentrationslager Auschwitz-Birkenau ermordet wurde. Susanne erlangte als eine der besten Freundinnen Anne Franks Bekanntheit.

## Leben

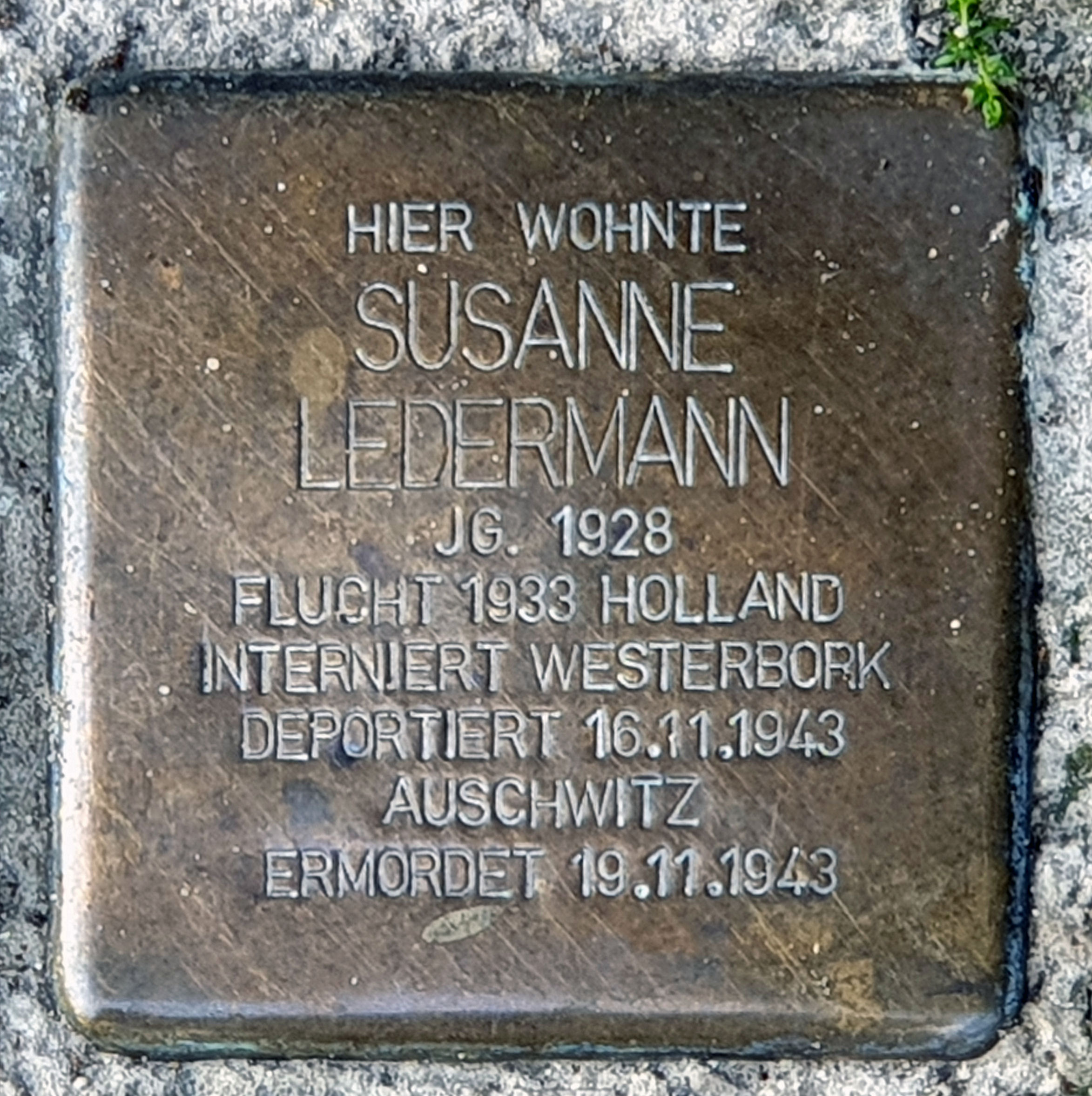
Stolperstein am Haus, Genthiner Straße 14, in Berlin-Tiergarten

Sanne Ledermann wurde 1928 in Berlin als zweite Tochter des Wirtschaftsanwalts und Notars Franz Ledermann (1889–1943) und dessen Ehefrau Ilse Ledermann-Citroen aus Berlin (1904–1943) geboren. Ihre Schwester Barbara (* 1925) war drei Jahre älter als sie. Nach der nationalsozialistischen Machtergreifung verlor Franz Ledermann durch das Gesetz über die Zulassung zur Rechtsanwaltschaft zahlreiche Klienten. Als jüdischer Anwalt durfte er nur noch Juden vertreten und musste schließlich seine Kanzlei schließen. Er emigrierte 1933 mit seiner Familie in die Niederlande, wo Verwandte seiner Frau lebten. Ledermann ließ sich mit Frau und Kindern in Amsterdam nieder, wo er mit Hans Goslar eine Beratungsstelle für jüdische Emigranten eröffnete. Sanne wurde Schülerin an der öffentlichen Montessori-Schule, wo sie schnell Freundschaft mit Hans Goslars Tochter Hanneli Goslar und deren Kindergartenfreundin Anne Frank schloss. Im Juni 1934 gehörte Sanne zu den Mitschülern, die Anne Frank zu ihrem fünften Geburtstag einlud – vier Monate nachdem Anne aus Aachen nach Amsterdam gekommen war. Auch ihre Schwester Barbara war als Freundin von Margot Frank regelmäßig im Hause der Franks zu Gast.
Sanne Ledermann und Hanneli Goslar waren Anne Franks beste Freundinnen. Bei Mitschülern und Spielkameraden galten die Mädchen als eingeschworene Gruppe: „Anne, Hanne und Sanne hieß das Trio bei den anderen Kindern, die sich zum Spielen am Merwedeplein trafen. […] Natürlich hatte jede der drei […] auch andere Freundinnen. Im Grunde aber waren die drei unzertrennlich – und blieben es auch, als sie älter wurden.“ Jeden Samstag verbrachten Anne Frank und Sanne Ledermann zusammen, während die orthodox erzogene Hanneli Goslar am Schabbat teilnahm und dafür den Sonntag mit Anne verbrachte. Sanne Ledermann, die von ihren Eltern „Susi“, von Anne Frank jedoch „Sanne“ genannt wurde, galt als ruhiges, intelligentes Kind, war jedoch ernster als Anne Frank. „Auch wenn sie lächelte, stand eine gewisse Ernsthaftigkeit in den großen, dunkelbraunen Augen des zierlichen Mädchens“. Erhaltene Fotos zeigen sie beim Spielen mit ihrer Schwester, Hanneli Goslar, Anne Frank und anderen Freunden in einem Sandkasten, allein mit Anne beim Spiel mit Reifen und Roller oder an Annes Seite anlässlich einer Aufnahme zu deren 10. Geburtstag 1939.
Im Jahr 1940 besetzte die deutsche Armee die Niederlande. Sanne Ledermann und Anne Frank mussten von da an eine jüdische Schule besuchen, kamen jedoch an verschiedene Schulen. Der Kontakt zu Anne Frank blieb dennoch eng. Im Juli 1941 fuhr Sanne Ledermann mit ihren Eltern, die Anne Frank „Onkel Frans“ und „Tante Ilse“ nannte, sowie Anne Frank in den Sommerurlaub nach Beekbergen bei Apeldoorn und teilte sich ein Zimmer mit Anne Frank. In der Folgezeit wurde die Freundschaft jedoch schwächer, da Anne Frank früher in die Pubertät kam als Sanne. Diese beschwerte sich bei ihrer Schwester unter anderem über die „Jungengeschichten“ Anne Franks, die diese auch im Tagebuch niederschrieb. Über persönliche Probleme tauschte sich Anne Frank zu dieser Zeit bereits mit ihrer neuen Vertrauten Jacqueline van Maarsen aus. Der engere Freundeskreis Anne Franks umfasste im Sommer 1942 nun neben Sanne Ledermann und Hanneli Goslar auch Jaqueline van Maarsen und Ilse Wagner. Zu fünft gründeten sie den Pingpong-Club Der kleine Bär minus 2 und spielten gemeinsam in Ilse Wagners Wohnung Tischtennis. Sanne Ledermann wurde „Vereinsvorsitzende“ und Jacqueline van Maarsen Sekretärin, während Anne Frank, Hanneli Goslar und Ilse Wagner einfache Mitglieder waren. Zusammenfassend schrieb Anne Frank anlässlich ihres Geburtstages am 14. Juni 1942 in ihr neues Tagebuch: „Hanneli und Sanne waren früher meine besten Freundinnen […] Ilse [Wagner] ist Hannelis beste Freundin, und Sanne geht in eine andere Schule und hat dort ihre Freundinnen.“
Nachdem Anne Frank und ihre Familie untergetaucht waren, blieb Sanne Ledermann mit Jacqueline van Maarsen in losem Kontakt, so bestand auch der Pingpong-Club weiter. Sanne Ledermann und ihre Eltern wurden am 20. Juni 1943 von den Nationalsozialisten verhaftet. Sie wurden in das Durchgangslager Westerbork gebracht, wo sie vier Monate inhaftiert waren. Da sie auf der sogenannten „Palästinaliste“ des Internationalen Roten Kreuzes standen, waren sie lange Zeit vor einer Deportation geschützt. Am 16. November 1943 wurden sie in das KZ Auschwitz-Birkenau deportiert und am 19. November 1943 nach der Ankunft in der Gaskammer ermordet.
Barbara Ledermann konnte den Nazis entkommen und engagierte sich mit falschen Papieren unter dem Namen „Barbara Waarts“ im Widerstand. Sie emigrierte 1947 in die USA, wurde Schauspielerin und heiratete 1950 den Biochemiker Martin Rodbell, der 1994 mit dem Nobelpreis für Medizin ausgezeichnet wurde.

## Rezeption
Im Fernseh-Zweiteiler Anne Frank aus dem Jahr 2001 verkörperte Michaela Horáková das Mädchen Sanne Ledermann.
Im Jahr 2008 wurde ein „Sensationsfund im Trödelladen“ bekannt: Im niederländischen Naarden wurde in einem Trödelladen eine Postkarte entdeckt, die Anne Frank am 31. Dezember 1937 von Aachen aus an Sanne Ledermann geschickt hatte und in der sie ihr alles Gute im neuen Jahr wünschte.

## Ehrungen
Am 8. September 2022 wurden vor ihrem ehemaligen Wohnort, Berlin-Tiergarten, Genthiner Straße 14, Stolpersteine für sie und ihre Familie verlegt.